# 舟形町歴史民俗資料館
舟形町歴史民俗資料館（ふながたまちみんぞくしりょうかん）は、山形県最上郡舟形町にある資料館である。

## 概要
古文書や民具、民俗資料などを収集、整理、保存、展示して、文化財保護思想の普及と発展を図るために開館された資料館である。建物は江戸時代末期、長沢集落に存在した農家を移設したものであり、昔の農家の作りや部屋の間取りをそのまま復元したものである。
館内には舟形町で出土し、国宝にも指定されている土偶、縄文の女神のレプリカも展示されている。

## 入館料[1]
- 個人
  - 大人 110円、学生（高校生以上） 60円、小中学生 40円（就学前児は無料）
- 団体（20人以上）
  - 大人 60円、高校生 40円、小人 20円

## 開館時間[1]
- 4月下旬〜11月中旬（冬季は休館）
- 午前10:00〜午後4:30

## 休館日[1]
- 毎週火曜日 （国民の祝日の場合は翌日）